# Крац, Хельмут
Хельмут Вилли Рихард Крац (нем. Helmut Kraatz; 6 августа 1902, Виттенберг — 13 июня 1983, Берлин) — немецкий медик, акушер, гинеколог, редактор, доктор медицины. Действительный член Академии наук ГДР (1956), иностранный член АМН СССР (1963), заслуженный врач ГДР (1950). Лауреат Национальной премии ГДР (1960)

## Биография
Сын пекаря. С 1922 года начал изучать медицину в университетах Галле, Берлине и Гейдельберге .
Окончил медицинский факультет Берлинского ниверситета. Работал в Гамбурге. С 1929 года занимался медицинской практикой в Карлсруэ.
После прихода к власти национал -социалистов в 1933 году вступил в СА, с 1937 года — член НСДАП.
Во время Второй мировой войны был военно-морским врачом (1940—1944).
В 1948 году — профессор в Университете Гумбольдта в Берлине. В 1949 году назначен заведующим кафедрой гинекологии и акушерства в Университете Галле (Заале), где с 1950 по 1951 год был деканом медицинского факультета. В 1951 году возглавил кафедру гинекологии и руководство Университетской женской клиникой Шарите, с 1954 по 1956 год был деканом медицинского факультета Университета Гумбольдта. В 1953 году избран членом Леопольдины. С 1959 года в течение двенадцати лет был редактором Zentralblatt für Gynäkologie.

## Награды
- премия Гете города Берлина (1956),
- Премия Университета Гумбольдта (1956),
- Национальная премия ГДР (1960),
- Орден «За заслуги перед Отечеством» (1962, 1972)
- Медаль Пирогова АМН СССР (1970)
- Почётный доктор Берлинского университета (1972)

## Избранные публикации
- Zwischen Klinik und Hörsaal: Ein Frauenarzt sieht sich in seiner Zeit. Eine Autobiographie. Verlag der Nation, Berlin (Ost) 1977, ISBN 3-373-00220-6.